# Centruroides bicolor
Centruroides bicolor es una especie de escorpión del género Centruroides, familia Buthidae. Fue descrita científicamente por Pocock en 1898.
Se distribuye por América Central. Habita en Costa Rica y Panamá. Se cree que su actividad ocurre en los meses de febrero, mayo y noviembre. Se alimenta de insectos.

## Hábitat
Habita en troncos de árboles de gran envergadura, en especial los que presentan agujeros u otro aspecto para ocultarse. También es posible que frecuenten casas y bodegas.

## Reproducción
En el proceso de reproducción es común que dancen y se entrecrucen. Después de esto, se separan. También se estremecen por varias horas hasta que finalmente el macho expulsa un espermatóforo y se fija estratégicamente al sustrato; después este espermatóforo es introducido sutilmente en la abertura genital de la hembra. Al terminar la cópula, la hembra puede volverse violenta, hasta el punto de matar y devorar al macho.

## Ciclo de vida
Muchos de los miembros inmaduros de Centruroides bicolor son transportados por una hembra durante 7 días hasta la muda. Además se sabe que transportan a otros pequeños escorpiones, entre 44 y 58 ejemplares.